# Nordland (album)
Nordland är ett musikalbum från 1986 av Åke Bylund & Mörbyligan.
När albumet Nordland spelades in hade Mörbyligan slutat turnera, på grund av Åke Bylunds sjukdom och hörselskada. Skivan spelades in på Studio BMB och gavs ut av Björn Fridegren på Björnspår Records. På albumet finns bland annat låten Marche Funèbre, som är en tonsättning av Bo Bergmans dikt.

## Låtlista

### Sida A
1. Horoskop Ultima (3:40)
2. Edsvikens guld (5:35)
3. Kylskåpstomaten (4:40)
4. Marche Funébre (2:35)
5. Nordland (3:55)

### Sida B
1. Yellow and Blue (3:05)
2. Crack of Doom (3:40)
3. Sister Monica (5:00)
4. Death of The Sun (4:45)
5. Follow Me (6:05)

## Medverkande
- Åke Bylund - Sång, text och musik
- Per Alpne - Gitarr
- Roger Jonsson - Bas
- Carri Kauko - Bas
- Björn Fridegren - Klaviatur
- Anders Petrén - Trummor
- Wille Ahnberg - Gitarr
- Åke Magnusson - Gitarr
- Jan Dahlqvist - Trummor, orgel, gitarr
- Barbro Ahlgren - Kör
- Karin Andréasson - Sång, fiol
- Lena Granath - Sång
- Maria Olsson - Sång
- Carin Klaesson